# Macov
Macov este o comună slovacă, aflată în districtul Dunajská Streda din regiunea Trnava. Localitatea se află la altitudinea de 123 m deasupra n.m., se întinde pe o suprafață de 2,72 km2 și în 2017 număra 350 de locuitori.

## Istoric
Localitatea Macov este atestată documentar din 1367.

## Demografie
| An:                | 1994 | 2004    | 2014    | 2024    |
| ------------------ | ---- | ------- | ------- | ------- |
| Număr de persoane: | 156  | 176     | 287     | 504     |
| Diferență:         |      | +12,82% | +63,06% | +75,60% |

| An:                | 2023 | 2024   |
| ------------------ | ---- | ------ |
| Număr de persoane: | 492  | 504    |
| Diferență:         |      | +2,43% |